# Камран Шахсуварлі
Камран Шахсуварлі (азерб. Kamran Namiq oğlu Şahsuvarlı, нар. 6 грудня 1992) — азербайджанський, раніше казахський, боксер-любитель, що виступає в середній ваговій категорії, бронзовий призер Олімпійських ігор 2016 року та чемпіонату світу 2017 року.

## Любительська кар'єра

### Олімпійські ігри 2016
- 1/16 фіналу: Переміг Чжао Мінґана (Китай) - 3-0
- 1/8 фіналу: Переміг Артема Чеботарьова (Росія) - 2-1
- 1/4 фіналу: Переміг Жанібека Алімханули (Казахстан) - 2-1
- 1/2 фіналу: Програв Арлену Лопесу (Куба) - 0-3

### Чемпіонат Європи 2017
- 1/8 фіналу: Переміг Еммета Бреннана (Ірландія) — 5-0
- 1/4 фіналу: Переміг Сильвіо Ширле (Німеччина) — 4-1
- 1/2 фіналу: Переміг Золтана Харча (Угорщина) — 4-1
- фінал: Програв Олександру Хижняку (Україна) — 0-5

### Чемпіонат світу 2017
- 1/8 фіналу. Переміг Макса Ван Дер Паса (Нідерланди) - 3-2
- 1/4 фіналу. Переміг Хорхе Віваса (Колумбія) - 3-2
- 1/2 фіналу. Програв Абільхану Аманкулу (Казахстан) - 4-1

На Європейських іграх 2019 програв у другому бою Майклу Невіну (Ірландія).